# Lenzuolo

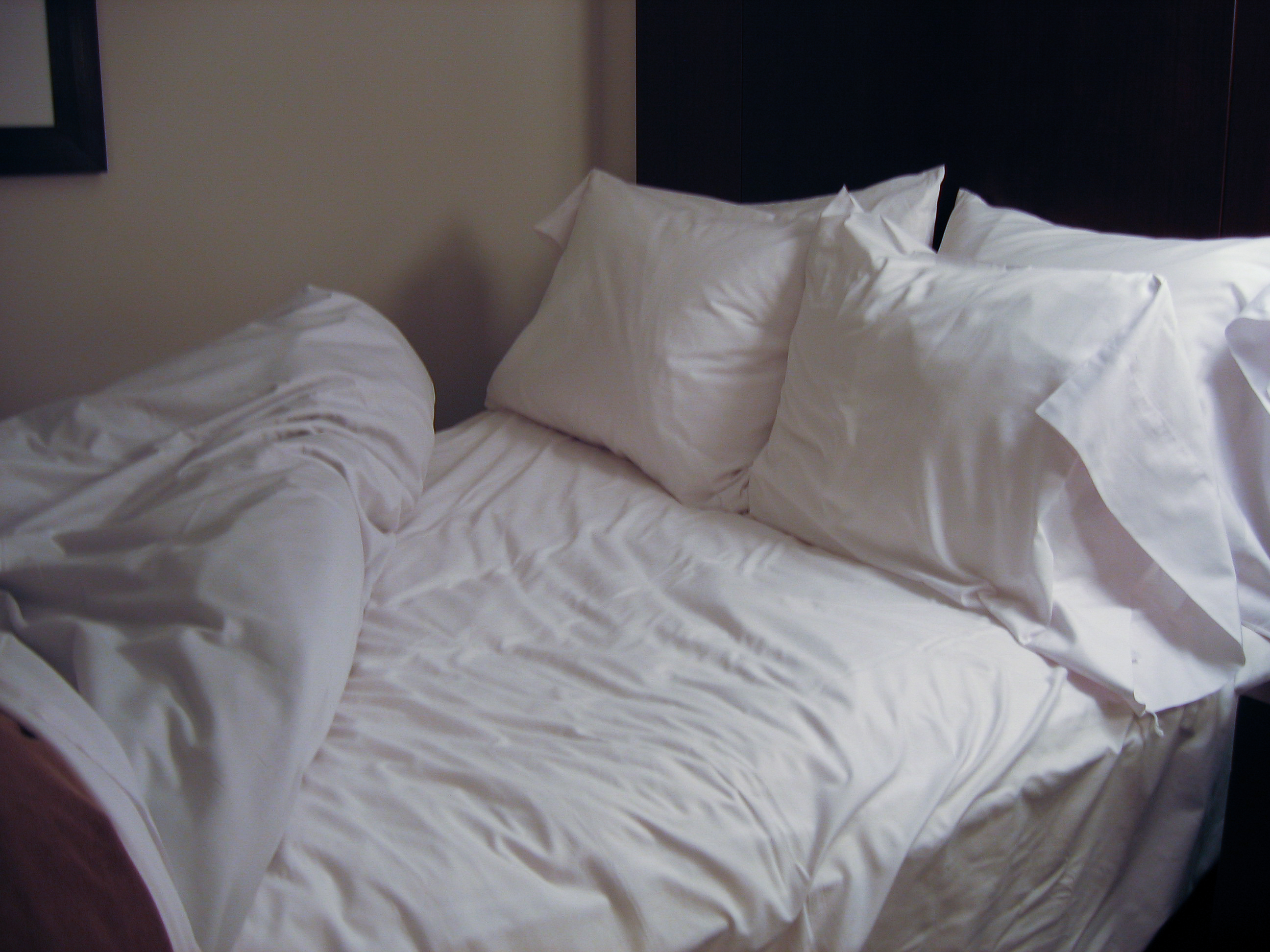
Esempio di lenzuolo

Un lenzuolo è un telo di stoffa che si pone sul materasso per far sì che non si poggi il corpo direttamente su questo. 

## Descrizione
È una tela di tessuto leggero di cotone o anche di seta che è destinato a venire a contatto con l'epidermide di chi si posa sul letto per dormire. Ha forma diversa a seconda che sia per lettino o per letto matrimoniale e può essere bianco o colorato. È sempre più largo e lungo rispetto alle dimensioni del letto in quanto quello inferiore deve essere rimboccato sotto il materasso per renderlo ben teso, oppure possiede degli elastici agli angoli per far sì che si presenti ben tirato sul materasso. Il lenzuolo superiore deve pendere ai lati ed in fondo al letto per far sì che con i movimenti del corpo non si rimanga scoperti durante il sonno. Su questo si pongono coperte o copriletto a seconda della stagione e della temperatura della camera da letto.
La loro foggia varia da paese a paese ed il lenzuolo superiore -che peraltro non viene utilizzato dovunque- può essere la fodera del piumino o della coperta, come avviene nei paesi del nord Europa. In alcuni paesi asiatici si usa il ralli quilt come lenzuolo superiore.
Nella cinematografia o nei romanzi, ma anche nella vita reale, il lenzuolo (o più lenzuoli annodati l’uno con l’altro) può servire da fune per carcerati che cercano di evadere dal loro luogo di detenzione.